# يانغ جونغ-مين
يانغ جونغ-مين (هانغل: 양정민) هو لاعب كرة قدم كوري جنوبي في مركز الدفاع، ولد في 21 مايو 1986 في كوريا الجنوبية. لعب مع شانغهاي غرينلاند شينهوا.